# 214476 Stephencolbert
214476 Stephencolbert este un asteroid din centura principală de asteroizi.

## Descriere
214476 Stephencolbert este un asteroid din centura principală de asteroizi. A fost descoperit pe 3 octombrie 2005 în cadrul proiectului CSS. Asteroidul prezintă o orbită caracterizată de o semiaxă mare de 3,17 ua, o excentricitate de 0,06 și o înclinație de 9,5° în raport cu ecliptica.